# Кожанка (річка)
Кожанка (Бистриця) — річка  в Україні, у Оратівському  районі Вінницької області. Ліва притока  Жидя (басейн Дніпра ).

## Опис
Довжина річки - 11 км. Формується з багатьох безіменних струмків та водойм.  Площа басейну - 46,8 км².

## Розташування
Бере  початок у Очиткові. Тече переважно на південний схід через Кожанку, Бартошівку і впадає у річку Жидь, праву притоку Роськи.
Річку перетинає автомобільна дорога Т 0606.

## Притоки
Без назви - ліва притока, протікає у колишніх Погребищенському та Оратівському районах. Довжина - 7 км, площа басейну - 10,2 км². Бере початок на південному сході від Філютки, тече переважно на південний схід через Бартошівку і впадає у Кожанку за 3,2 км. від гирла.